# Los Naranjeros
Los Naranjeros es una entidad de población perteneciente al municipio de Tacoronte, en la isla de Tenerife —Canarias, España—.

## Geografía
Se encuentra en la zona media de Tacoronte, a cerca de cuatro kilómetros del centro municipal y a una altitud media de 587 m s. n. m.
El barrio se desarrolla en torno a la carretera general del Norte, estando atravesado por el barranco de San Jerónimo. Cuenta con el instituto de enseñanza secundaria Los Naranjeros, el colegio de educación infantil y primaria Ernesto Castro Fariñas, una farmacia, una plaza pública, un parque infantil, varias entidades bancarias, un centro sanitario, así como con comercios, bares y restaurantes, encontrándose también aquí la zona industrial Los Naranjeros 1.

## Demografía
| Año        | 2000 | 2005 | 2010 | 2015 | 2020 |
| ---------- | ---- | ---- | ---- | ---- | ---- |
| Habitantes | 745  | 434  | 371  | 381  | 356  |

## Comunicaciones
Se llega al barrio principalmente a través de la autopista del Norte TF-5 y de la carretera general del Norte TF-152.

### Transporte público
En el barrio se encuentra una parada de taxis en la carretera general del Norte, junto a la plaza de Caja Canarias.
En autobús —guagua— queda conectado mediante las siguientes líneas de TITSA: 
| Línea | Trayecto                                                    | Recorrido     |
| ----- | ----------------------------------------------------------- | ------------- |
| 011   | La Laguna - El Sauzal (por C/ El Calvario de Tacoronte)     | Horario/Línea |
| 012   | La Laguna - El Sauzal (por zona centro de Tacoronte)        | Horario/Línea |
| 051   | Circular La Laguna - Tejina - Tacoronte - La Laguna         | Horario/Línea |
| 057   | Circular La Laguna - Tejina - Tacoronte - La Laguna         | Horario/Línea |
| 101   | Santa Cruz - Puerto de la Cruz (por carretera general)      | Horario/Línea |
| 102   | Santa Cruz - Aeropuerto Norte - Puerto de la Cruz (express) | Horario/Línea |